# Václav Dědina (geomorfolog)
Václav Dědina (6. prosince 1870 Vinařice – 30. listopadu 1956 Praha)byl český geomorfolog a vysokoškolský profesor.

## Životopis
Václav Dědina se narodil do rodiny mlynáře a původně se na přání rodičů měl věnovat církevní dráze. Proto po maturitě na gymnáziu vstoupil v roce 1891 do semináře v italské Gorici. V roce 1892 přestoupil na pražskou Univerzitu Karlovu. Zde studoval přírodopis a matematiku. Po ukončení studia působil na gymnáziu v Zábřehu, poté v Kolíně a mezi lety 1901 až 1919 učil ve Valašském Meziříčí.
Ve Valašském Meziříčí se stal členem místního „Pokrokového politického spolku“. V rámci spolku například působil jako režisér v místním divadle, nebo v roce 1907 organizoval  volbu Tomáše Garriqua Masaryka jako poslance Říšské rady za Valašsko. Svůj čas věnoval místnímu muzeu, kde spravoval sbírky a pořádal přednášky ze svého oboru. Zabýval se také geografií Valašského regionu. Napsal studie Geologický vývoj okolí Valašského Meziříčí (1902), Karpatské Pobečví (1923) a Morfologický vývoj Pobečví (1931). 
V roce 1918 se přestěhoval do Prahy. Učil na Filozofické fakultě Univerzity Karlovy, kde v roce 1919 habilitoval v oboru geomorfologie. Po smrti Jiřího Viktora Daneše se stal v roce 1928 mimořádným profesorem a v roce 1933 řádným profesorem na Univerzitě Karlově. Zastával také funkci přednosty prvního oddělení Geografického ústavu. Po uzavření vysokých škol v roce 1939 byl penzionován.
Po skončení druhé světové války se vzhledem k pokročilému věku již na univerzitu nevrátil. Ve své vědecké práci však pokračoval. Zajímal se o geomorfologii, geografickou rajonizaci, fyzickou geografii, regionalismus a vlastivědu. V roce 1952 byl jmenován členem korespondentem Československé akademie věd.

### Odborné práce – výběr
Své úvahy a studie publikoval časopisecky, například Pro vnitřní posílení národa (časopis Naše Valašsko, 1931) nebo Naše hory (časopis Dolina Urgatina, 1950). Patřil k iniciátorům a byl hlavním redaktorem encyklopedie Československá vlastivěda, která byla vydávána mezi lety 1928–1936. Zabýval se morfologickým vývojem české tabule.
- Příspěvky k poznání morfologického vývoje české tabule křídové (1914–1917)[5][6]
- Tvář naší vlasti a její vývoj (1925)
- Geomorfologický vývoj vodních toků v Čechách (1942–1943).[3]